# Rising Star Games
Rising Star Games（ライジング・スター・ゲームズ）は、スカンディナヴィアの小売Bergsalaと日本のコンピュータゲームパブリッシャーであり、コンテンツデベロッパーのインターグローの合弁企業として2004年に設立されたコンピュータゲームパブリッシャーである。この企業はイギリスハートフォードシャー州ヒッチンに本社を置いているが、アメリカ合衆国カリフォルニア州にも拠点がある。

## 概要
2004年、日本のゲーム会社マーベラスエンターテイメントとスウェーデンの流通会社Bergsala ABの共同出資により設立。
ヨーロッパとオーストラリア、北アメリカの市場向けに日本の企業のタイトルを発売することに特化している。これまでに、本企業はWiiやニンテンドーDS、PlayStation Portable、PlayStation 2、PlayStation 3、Xbox 360向けに90以上のタイトルを発売した。
2007年遅くに本企業は『ノーモア★ヒーローズ』のヨーロッパバージョンを検閲するという決定は何が下したものなのかという論争に巻き込まれた。その後、この決定は親会社と開発者のグラスホッパー・マニファクチュアによってなされた、日本で発売されたものと同じバージョンをヨーロッパで発売するというものだと明かされた。
2012年に、Rising Star Games USAの開設が発表された。ここは北アメリカでの製品の発売を担当している。

## 発売ゲーム一覧
| ゲーム名                                                    | 発売年 | プラットフォーム                     |
| ----------------------------------------------------------- | ------ | ------------------------------------ |
| Deadly Premonition: The Director's Cut                      | 2013年 | PlayStation 3                        |
| スーパーブラックバス 3Dファイト                             | 2013年 | ニンテンドー3DS                      |
| 極限脱出ADV 善人シボウデス                                  | 2012年 | ニンテンドー3DS、PlayStation Vita    |
| アンダーディフィートHD                                      | 2012年 | Xbox 360、PlayStation 3              |
| Jewel Master: Cradle of Egypt 2                             | 2012年 | ニンテンドーDS                       |
| Shifting World                                              | 2012年 | ニンテンドー3DS                      |
| 牧場物語 ふたごの村                                         | 2012年 | ニンテンドー3DS、ニンテンドーDS      |
| To-Fu Collection                                            | 2012年 | ニンテンドーDS                       |
| ブレイジングソウルズ アクセレイト                           | 2012年 | PlayStation Portable                 |
| ルーンファクトリー オーシャンズ                             | 2012年 | PlayStation 3                        |
| 赤い刀                                                      | 2012年 | Xbox 360                             |
| Bit.Trip Saga                                               | 2012年 | ニンテンドー3DS                      |
| Bit.Trip Complete                                           | 2012年 | Wii                                  |
| Cradle of Persia                                            | 2012年 | ニンテンドーDS                       |
| The King of Fighters XIII                                   | 2011年 | Xbox 360、PlayStation 3              |
| 怒首領蜂大復活                                              | 2011年 | Xbox 360                             |
| Cradle of Rome 2                                            | 2011年 | ニンテンドーDS                       |
| ルーンファクトリー3                                         | 2011年 | ニンテンドーDS                       |
| 牧場物語_ようこそ!風のバザールへ                            | 2011年 | ニンテンドーDS                       |
| Loving Life with Hello Kitty and Friends                    | 2011年 | ニンテンドーDS                       |
| Jewel Legends: Tree of Life                                 | 2011年 | ニンテンドーDS                       |
| Pucca Power Up                                              | 2011年 | ニンテンドーDS                       |
| Cradle of Rome and Cradle of Egypt Double Pack              | 2011年 | ニンテンドーDS                       |
| デススマイルズ                                              | 2011年 | Xbox 360                             |
| レッドシーズプロファイル                                    | 2010年 | Xbox 360                             |
| エルダールサーガ                                            | 2010年 | Wii                                  |
| IVY THE KIWI?                                               | 2010年 | Wii、ニンテンドーDS                  |
| ルーンファクトリー2                                         | 2010年 | ニンテンドーDS                       |
| Pang: Magical Michael                                       | 2010年 | ニンテンドーDS                       |
| Jewel Master: Cradle of Egypt                               | 2010年 | ニンテンドーDS                       |
| ノーモア★ヒーローズ2 デスパレート・ストラグル               | 2010年 | Wii                                  |
| ルーンファクトリー フロンティア                             | 2010年 | Wii                                  |
| FRAGILE 〜さよなら月の廃墟〜                                | 2010年 | Wii                                  |
| スティールプリンセス～盗賊皇女～                            | 2010年 | ニンテンドーDS                       |
| 侍道3                                                       | 2010年 | Xbox 360、PlayStation 3              |
| 勇者30                                                      | 2010年 | PlayStation Portable                 |
| Animal Kororo                                               | 2010年 | ニンテンドーDS                       |
| 朧村正                                                      | 2009年 | Wii                                  |
| 牧場物語 やすらぎの樹                                       | 2009年 | Wii                                  |
| アルゴスの戦士 マッスルインパクト                           | 2009年 | Wii                                  |
| ヴァルハラナイツ2                                           | 2009年 | PlayStation Portable                 |
| Angel Cat Sugar                                             | 2009年 | ニンテンドーDS                       |
| ルクス・ペイン                                              | 2009年 | ニンテンドーDS                       |
| 王様物語                                                    | 2009年 | Wii                                  |
| ポピュラス DS                                               | 2009年 | ニンテンドーDS                       |
| ルーンファクトリー -新牧場物語-                             | 2009年 | ニンテンドーDS                       |
| XG Blast!                                                   | 2009年 | ニンテンドーDS                       |
| Colour Cross                                                | 2008年 | ニンテンドーDS                       |
| Jewel Master: Cradle of Rome                                | 2008年 | ニンテンドーDS                       |
| クロニクル オブ ダンジョンメーカー                          | 2008年 | PlayStation Portable                 |
| 花と太陽と雨と                                              | 2008年 | ニンテンドーDS                       |
| R-TYPE TACTICS                                              | 2008年 | PlayStation Portable                 |
| バロック                                                    | 2008年 | PlayStation 2、Wii                   |
| アルキメDS                                                  | 2008年 | ニンテンドーDS                       |
| グローランサーV                                             | 2008年 | PlayStation 2                        |
| エコリス                                                    | 2008年 | ニンテンドーDS                       |
| ダンジョンエクスプローラー                                  | 2008年 | ニンテンドーDS、PlayStation Portable |
| ボンバーマンランド Wii                                      | 2008年 | Wii                                  |
| ノーモア★ヒーローズ                                         | 2008年 | Wii                                  |
| 牧場物語 しあわせの詩                                       | 2008年 | Wii                                  |
| タッチ!ボンバーマンランド スターボンバーのミラクル★ワールド | 2008年 | ニンテンドーDS                       |
| ボンバーマンストーリーDS                                    | 2007年 | ニンテンドーDS                       |
| Honeycomb Beat                                              | 2007年 | ニンテンドーDS                       |
| ルミナスアーク                                              | 2007年 | ニンテンドーDS                       |
| ヴァルハラナイツ                                            | 2007年 | PlayStation Portable                 |
| スイングゴルフ パンヤ                                       | 2007年 | Wii                                  |
| イノセントライフ -新牧場物語-                               | 2007年 | PlayStation Portable                 |
| 牧場物語 コロボックルステーション                           | 2007年 | ニンテンドーDS                       |
| Bubble Bobble Double Shot                                   | 2007年 | ニンテンドーDS                       |
| NEWレインボーアイランド ハーディガーディ大冒険              | 2007年 | PlayStation Portable                 |
| Touch!ボンバーマンランド                                    | 2007年 | ニンテンドーDS                       |
| コンタクト                                                  | 2007年 | ニンテンドーDS                       |
| ニュージーランドストーリーDS                                | 2007年 | ニンテンドーDS                       |
| イース・ストラテジー                                        | 2006年 | ニンテンドーDS                       |
| スペースインベーダー ギャラクシービート                     | 2006年 | PlayStation Portable                 |
| パイロットになろう!                                         | 2006年 | PlayStation Portable                 |
| バブルボブル マジカルタワー大作戦!!                         | 2006年 | PlayStation Portable                 |
| 天星 SWORDS OF DESTINY                                      | 2006年 | PlayStation 2                        |
| スノボキッズパーティー                                      | 2006年 | ニンテンドーDS                       |
| LUNAR -ジェネシス-                                          | 2006年 | ニンテンドーDS                       |
| バブルボブルDS                                              | 2005年 | ニンテンドーDS                       |
| Space Invaders Revolution                                   | 2005年 | ニンテンドーDS                       |